# Achalinus werneri
Achalinus werneri е вид влечуго от семейство Xenodermatidae. Видът е световно застрашен, със статут Уязвим.

## Разпространение
Разпространен е в Япония (Рюкю).